# Liste der Monuments historiques in Romigny
Die Liste der Monuments historiques in Romigny führt die Monuments historiques in der französischen Gemeinde Romigny auf.

## Liste der Immobilien
| Bezeichnung      | Beschreibung            | Standort                | Kennzeichnung | Schutzstatus | Datum | Bild           |
| ---------------- | ----------------------- | ----------------------- | ------------- | ------------ | ----- | -------------- |
| Kirche St-Médard | aus dem 12. Jahrhundert | Rue Saint-Médard (Lage) | PA00078833    | Classé       | 1919  | weitere Bilder |

## Liste der Objekte
| Bezeichnung                          | Beschreibung                                                                                 | Standort                       | Kennzeichnung | Schutzstatus | Datum | Bild |
| ------------------------------------ | -------------------------------------------------------------------------------------------- | ------------------------------ | ------------- | ------------ | ----- | ---- |
| Gemälde Bischof und Madonna          | Ölfarbe auf Leinwand, 19. Jahrhundert; in der Mairie deponiert                               | in der Kirche St-Médard (Lage) | PM51003017    | Inscrit      | 1980  |      |
| Skulptur einer Heiligen (1)          | Stein, 15. oder 16. Jahrhundert                                                              | in der Kirche St-Médard (Lage) | PM51003020    | Inscrit      | 1980  |      |
| Skulptur eines heiligen Bischofs (1) | Stein, 17. Jahrhundert                                                                       | in der Kirche St-Médard (Lage) | PM51003019    | Inscrit      | 1980  |      |
| Gemälde Auferstehung                 | Ölfarbe auf Leinwand, 17. Jahrhundert                                                        | in der Kirche St-Médard (Lage) | PM51003018    | Inscrit      | 1980  |      |
| Skulptur eines heiligen Bischofs (2) | Stein, farbig gefasst, 15. oder 16. Jahrhundert                                              | in der Kirche St-Médard (Lage) | PM51003022    | Inscrit      | 1980  |      |
| Grabinschrift                        | Stein, bezeichnet 1536                                                                       | in der Kirche St-Médard (Lage) | PM51000950    | Classé       | 1915  |      |
| Kanzel                               | Holz, 19. Jahrhundert                                                                        | in der Kirche St-Médard (Lage) | PM51003016    | Inscrit      | 1980  |      |
| Skulptur eines Kirchenvaters         | Stein, 16. Jahrhundert                                                                       | in der Kirche St-Médard (Lage) | PM51003024    | Inscrit      | 1980  |      |
| Relief Marientod                     | Stein, 16. Jahrhundert                                                                       | in der Kirche St-Médard (Lage) | PM51000951    | Classé       | 1980  |      |
| Paxtafel                             | Metall, vergoldet, 19. Jahrhundert; in der Kirche St-Laurent in Ville-en-Tardenois deponiert | in der Kirche St-Médard (Lage) | PM51003311    | Inscrit      | 1999  |      |
| Skulptur einer Heiligen (2)          | Stein, 15. oder 16. Jahrhundert                                                              | in der Kirche St-Médard (Lage) | PM51003021    | Inscrit      | 1980  |      |
| Skulptur Heiliger Eligius            | Stein, farbig gefasst, 16. Jahrhundert                                                       | in der Kirche St-Médard (Lage) | PM51003023    | Inscrit      | 1980  |      |